# Росланд (Британска Колумбија)
Росланд (енгл. Rossland) је град у Канади у покрајини Британска Колумбија. Према резултатима пописа 2011. у граду је живело 3.556 становника.

## Становништво
Према резултатима пописа становништва из 2011. у граду је живело 3.556 становника, што је за 8,5% више у односу на попис из 2006. када је регистровано 3.278 житеља.
| 2006. | 2011. |
| ----- | ----- |
| 3.278 | 3.556 |